# Michael Begley (veslač)
Michael Begley, ameriški veslač, * 22. september 1872, Ulster, † 24. avgust 1938, St. Louis, Misuri.
Begley je za ZDA nastopil na Poletnih olimpijskih igrah 1904 v St. Louisu, kjer je nastopal v disciplini četverec brez krmarja in osvojil srebrno medaljo.